# HD 117710
HD 117710，又名BD+42 2405，SAO 44637、HR 5096，是一颗恒星，视星等为6.08，位于銀經96.97，銀緯72.96，其B1900.0坐标为赤經13h 26m 55.4s，赤緯+42° 72.96′ 14″。